# Tilkka
Tilkka, en finnois : Tilkan sairaala, suédois : Tilkka sjukhus, est un ancien hôpital militaire, conçu par Olavi Sortta (fi), fondé en 1918, situé au 164 Mannerheimintie à Pikku Huopalahti à Helsinki en Finlande. La direction des musées de Finlande a inscrit Tilkka sur la liste du patrimoine culturel bâti, d'importance nationale et Docomomo International a choisi le bâtiment comme un exemple significatif de l'architecture moderne en Finlande.

### Source de la traduction
- (en) Cet article est partiellement ou en totalité issu de l’article de Wikipédia en anglais intitulé « Tilkka » (voir la liste des auteurs).